# Theaetetus (Plato)
De dialoog Theaetetus is een van de werken van de Atheense filosoof Plato. Hoofdonderwerp is de vraag naar de definitie van het begrip kennis. In de dialoog staan drie definities van kennis centraal: (1) kennis is waarneming (151e - 187b), (2) kennis is een juiste opvatting (187b - 201d) en (3) kennis is een juiste opvatting vergezeld van een logos (201e - 210a). De Theaetetus staat chronologisch aan het begin van de groep late ('kritische') dialogen, en is waarschijnlijk rond 368 v. Chr. geschreven.

## Deelnemers aan het gesprek
Euclides en Terpsion ontmoeten elkaar, waarbij de eerste vertelt dat hij zojuist heeft gezien dat Theaetetus gewond werd afgevoerd. Dat brengt de conversatie in herinnering die Theaetetus in zijn jeugd met de toen nog levende Socrates heeft gehad. Daarna wordt deze conversatie, die Euclides indertijd heeft opgetekend uit het verslag dat Socrates hem ervan gaf, voorgelezen door een slaaf.
Deze conversatie wordt gevoerd door Socrates en Theaetetus, waarbij een rol is weggelegd voor Theaetetus' leermeester (in de wiskunde) Theodorus. Het geheel speelt zich af in Socrates' laatste levensjaar: aan het einde van de dialoog (210d) zegt hij dat hij nu op weg moet om de door Meletus ingebrachte beschuldigingen te beantwoorden. We kennen deze Meletus uit de Apologie van Socrates.

## Inhoud

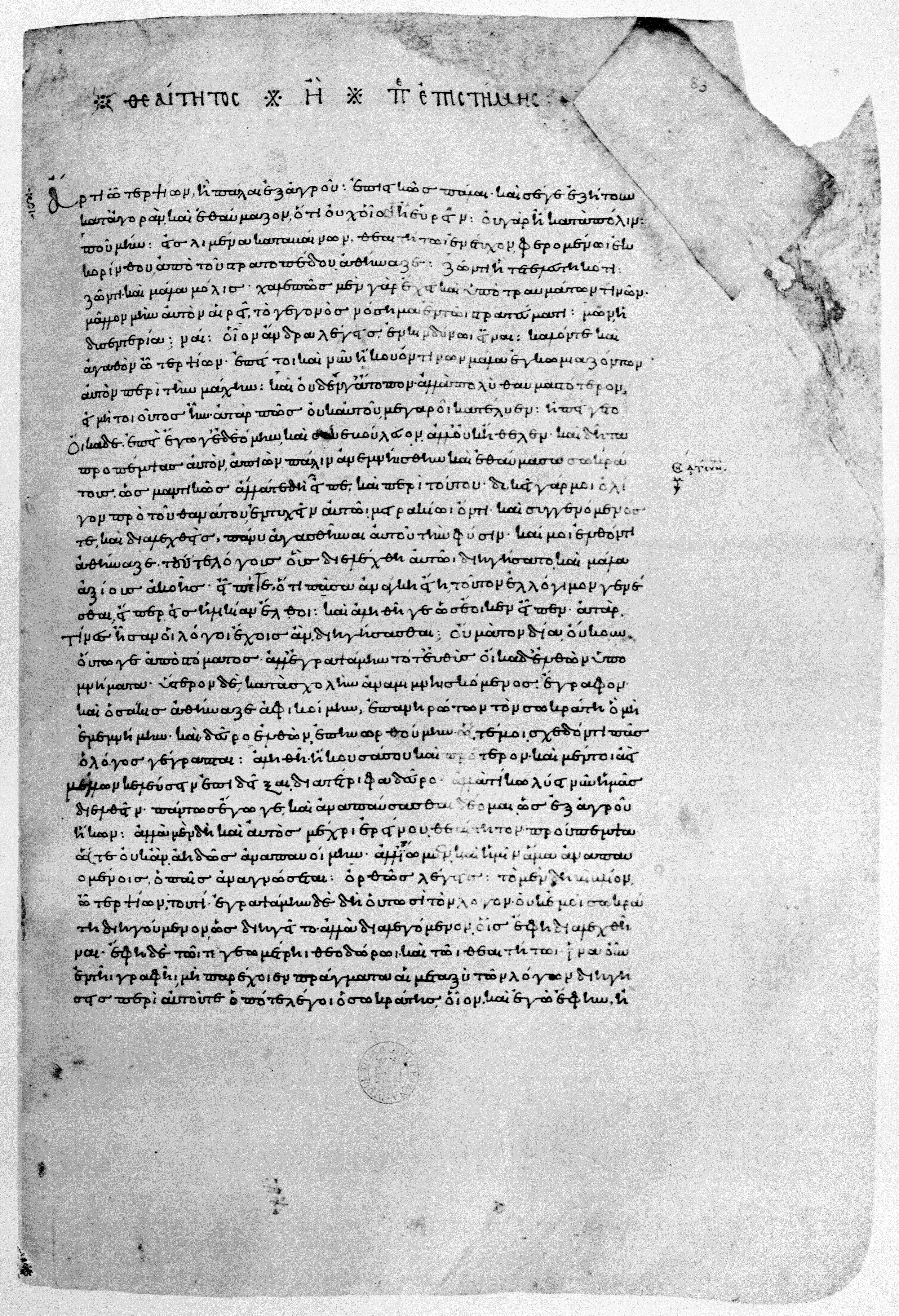
Theaetetus.

### Introductie(143d - 151d)
Socrates vertelt Theaetetus dat hij een mannelijke vroedvrouw is: hij brengt geen kinderen ter wereld bij vrouwen, maar gedachten bij mannen. In feite is zijn activiteit gecompliceerder dan dat van de gewone vroedvrouw: hij moet ook beoordelen of de ontstane gedachten waar of onwaar zijn.
Op Socrates' vraag wat kennis is antwoordt Theaetetus in eerste instantie door enkele voorbeelden op te sommen van wetenschappen/kennis. Als Socrates heeft aangegeven dat dat niet is waarnaar hij op zoek is, worden in de loop van het verdere gesprek drie definities van het begrip kennis opgeworpen:

### Kennis is waarneming(151e - 187b)
Op Theaetetus' suggestie dat kennis niets anders is dan waarneming, antwoordt Socrates dat dat feitelijk overeenkomt met de beroemde opvatting van Protagoras, nl. dat de mens de maat van alle dingen is. Want als waarneming hetzelfde is als kennis, is waarneming altijd waar. En door Protagoras wordt hetgeen iemand toeschijnt gelijkgesteld met wat die persoon waarneemt, en dat is voor die persoon waar.
Een eerste tegenwerping hierop luidt: waar haalt Protagoras het recht vandaan op te treden als leraar voor anderen, daar waar iedere waarheid individueel bepaald is? Dan voert Socrates Protagoras sprekend op, om hem zijn these te laten verdedigen: "Elke mening is wel degelijk even waar. Maar mijn activiteit bestaat erin, mensen betere meningen te doen accepteren. Een zieke vindt een bepaald gerecht bitter; hij heeft daarin gelijk. Wat een arts doet, is zijn toestand verbeteren. Daarna zal datzelfde gerecht hem wel smaken. Daarmee heeft de genezen persoon niet meer 'gelijk' gekregen, maar de arts heeft wel een verbetering aangebracht, en daarmee is hij degene die deskundig is. Zo is de wijze dit op zijn gebied."
Goed, dus hij handhaaft de these dat de mens de maat van alle dingen is. Nog afgezien ervan, dat een consequentie is dat iemands opvatting dat Protagoras' these onjuist is, dan ook waar is, is het volgende belangrijker. Als we kijken naar oordelen over de toekomst, dan speelt deskundigheid wel degelijk een rol. Een arts is beter in staat te beoordelen of iemand ziek wordt of niet, dan een leek. En zo pretendeert Protagoras beter te weten wat goed zal uitpakken voor een stad dan ieder ander. Maar zo bekeken geldt dus niet meer dat ieders mening even waar is.
Een andere opvatting die, zo had Socrates direct aan het begin al gesuggereerd, impliciet vervat is in de these dat kennis waarneming is, is de heracliteïsche opvatting dat alles continu in beweging is, dat wil zeggen onderworpen aan zowel inhoudelijke verandering als verandering van plaats. Ook op grond hiervan kan men niet zeggen dat kennis waarneming is, omdat in zo'n wereld zowel waarnemer als waargenomen voorwerp continu veranderen. Iedere uitspraak wordt zelfs onmogelijk in zo'n wereld. Men kan er daar maar het best het zwijgen toe doen.
Op algemene gronden wordt dan nog eens aangetoond dat kennis niet hetzelfde kan zijn als waarneming. Als wij iets begrijpen dat in relatie staat tot twee verschillende soorten waarneming, bv. dat die beide waarnemingen bestaan, dan is het onze ziel die dat doet. Daarbij spelen oren en ogen geen rol meer. Is het mogelijk dat waarneming, dus iets dat niet in staat is bestaan te bereiken, waarheid bereikt? Nee. Dus is waarneming niet hetzelfde als kennis, want kennis impliceert altijd waarheid.

### Kennis is een juiste opvatting(187b - 201d)
Op Theaetetus' suggestie dat kennis hetzelfde is als een juiste opvatting, reageert Socrates door te zeggen dat er dus ook niet-ware (onjuiste) opvattingen zijn, en hij vraagt zich af hoe dat eigenlijk mogelijk is. Na enkele verklaringen wordt het beeld opgeroepen van het blok was in onze ziel, waarin indrukken worden gemaakt (onze herinneringen). Een fout oordeel vindt plaats wanneer we deze herinneringen op onjuiste wijze combineren met waarnemingen. Dus als we persoon X wel degelijk kennen, maar, hem op een afstand ziende, verwarren met persoon Y. Dat mag zo zijn, maar hoe kunnen we dan verklaren dat we ook fouten maken bij puur mentale operaties, zoals rekenkundige bewerkingen?
Wacht, zegt Socrates: we gebruiken nu steeds termen als We weten dat etc. Maar we moeten ons zuiverder uitdrukken en een onderscheid maken tussen kennis bezitten en kennis hebben. Vergelijk het met vogels in een volière: die vogels bezitten we, maar we hebben er pas één wanneer we er eentje beetpakken. En als we ons hierbij vergissen, dus de verkeerde vogel beetpakken, dan spreken we van een onjuiste opvatting. Maar bij nadere beschouwing zou dat betekenen, dat kennis (een vogel) de oorzaak ervan wordt dat we iets niet kennen, dat is toch te gek?
In feite gaat dit deel over de mogelijkheid van onjuiste opvattingen, en niet over het beoordelen van Theaetetus' tweede suggestie. Deze komt nu slechts kort aan bod. Laten we naar een rechtszaal kijken, zegt Socrates; is het niet zo, dat juryleden daar, zonder kennis van het misdrijf te hebben, toch tot een juiste opvatting omtrent het gebeurde kunnen komen? Op Theaetetus' bevestiging concludeert Socrates dan dat kennis dus iets anders is dan een juiste opvatting.

### Kennis is een juiste opvatting vergezeld van eenlogos(201e - 210a)
In een derde poging geeft Theaetetus als definitie van kennis: een juiste opvatting vergezeld van een logos. Dit Griekse woord heeft talloze betekenissen, en Socrates gaat hier dan ook op in door te vragen wat er precies mee bedoeld wordt. Het kan gewoon spraak betekenen, maar dan voegt het niets wezenlijks toe aan de definitie, en geeft het slechts aan dat de juiste opvatting in woorden wordt uitgedrukt. Ten tweede wordt de opvatting waarin logos staat voor opsomming (van de samenstellende elementen) verworpen. Als laatste wordt de mogelijkheid bekeken dat met logos het specifieke kenmerk bedoeld wordt, datgene waardoor het te definiëren voorwerp zich onderscheidt van alle andere. Maar, zegt Socrates, als ik de juiste opvatting over jou, Theaetetus, heb, houdt dat al in dat ik jou kan onderscheiden van alle andere mensen. Daarmee blijkt logos in deze betekenis niets meer dan een nutteloze verdubbeling. Men zou nog kunnen tegenwerpen dat eigenlijk het weten waaruit dit specifieke kenmerk bestaat is bedoeld. Dus in feite kennis van dit kenmerk. Maar dan definiëren we met gebruikmaking van het begrip kennis ons te definiëren voorwerp: kennis. Een dergelijke cirkelredenering is natuurlijk lachwekkend.

## Conclusie
Net als in eerdere werken is de Theaetetus een 'aporetische' dialoog, dat wil zeggen zonder positieve uitkomst of conclusie. Gedurende de dialoog zijn alle drie de geopperde definities van kennis verworpen, namelijk kennis is waarneming (151e - 187b), kennis is een juiste opvatting (187b - 201d) en kennis is een juiste opvatting vergezeld van een logos (201e - 210a).

## Interpretatie
In de Theaetetus is Plato, net als in zijn vroege dialogen, op zoek naar de definitie van een begrip. In de eerdere dialogen ging het om een definitie van begrippen als rechtvaardigheid en bezonnenheid, terwijl het hier gaat om het meta-begrip kennis.
Er bestaat verschil van mening over de manier waarop de Theaetetus moet worden geïnterpreteerd en over hoe de dialoog aansluit bij de andere dialogen van Plato. Een groot verschil tussen deze dialoog en de andere dialogen is dat deze dialoog geschreven is na de werken uit zijn midden-periode, waarin een positieve doctrine werd omschreven. In de Theaetetus worden de Ideeën echter nergens betrokken bij de discussie. Hierdoor bestaat een debat tussen unitaristen en revisionisten. Een unitarische interpretatie van Plato’s werken  bestaat uit het idee dat Plato’s dialogen een eenheid vormen en dat hij geen wijzigingen aanbrengt in zijn doctrine en dus de Ideeënleer behoudt. De revisionistische positie daarentegen bestaat uit het idee dat Plato later in zijn leven zijn doctrine heeft herzien. Deze laatste positie wordt ondersteund door het idee dat Plato begonnen is te twijfelen aan de Ideeën. Zo wordt de Theaetetus gezien als een hernieuwde poging om zonder Ideeën tot nieuwe opvattingen te komen over kennis. Unitaristen menen dat Plato hier juist wil laten zien dat elke discussie over het begrip kennis gedoemd is te falen wanneer men de Ideeën buiten de discussie laat.
De eerste interpretatie vindt steun in de kritiek op de Ideeën, zoals geformuleerd in de Parmenides, die in dezelfde tijd is geschreven als de Theaetetus. Anderzijds keren de Ideeën wel weer terug in andere late dialogen. Daarom formuleert W.K.C. Guthrie het zo: Plato is zich inmiddels bewust dat er problemen kleven aan het begrip Ideeën; hij is inmiddels meer geïnteresseerd in de wereld om ons heen, de wereld van de waarneembare zaken; maar daarmee heeft hij nog geen afstand gedaan van zijn eerdere opvattingen.
Een ander interpretatie-twistpunt is de vraag of de negatieve conclusies na elke poging tot definitie moeten worden opgevat als een volledige verwerping van het voorafgaande, of dat het voorgestelde met bepaalde restricties toch wel geldigheid heeft. Dus bijvoorbeeld dat Protagoras' subjectivisme wel geldig is voor gewaarwordingen als hitte en kou of het zien van kleuren, maar niet daar waar het gaat om waarde-oordelen. Of is het toch zo dat het relativisme van Protagoras en bloc verworpen wordt?

## Dwarsverbanden met andere dialogen
Er zijn enkele dwarsverbanden met andere dialogen aan te wijzen. 
De stijl van de Theaetetus lijkt op die van eerdere dialogen. De dialoog eindigt namelijk in een aporie en er wordt gedurende de hele dialoog gezocht naar een definitie. Dit is een breuk met de midden-periode van Plato's werken waarin een positieve doctrine rondom de Ideeënleer werd verkondigd.
Een ander dwarsverband is te vinden in de laatste zin van de dialoog: Laten we hier morgen vroeg weer bijeen komen. Dit is een verwijzing naar de dialoog Sofist, waarin dezelfde personen optreden.
Ook in de Meno (Plato) wordt het begrip kennis besproken. Daar wordt de anamnese-theorie geïntroduceerd: alle kennis is een herkennen, herinneren, namelijk van datgene wat onze ziel in een eerder leven al gekend heeft.

## Receptie
In essentie is de door Plato geformuleerde definitie van kennis tot op heden (in de analytische filosofie) onveranderd en algemeen geaccepteerd gebleven. In de epistemologie spreekt men bijvoorbeeld nog steeds van een "gerechtvaardigde ware opvatting" (justified true belief) als definitie van kennis. Wel zijn er in de geschiedenis van de filosofie kritieken geuit op de definitie, die echter vooralsnog niet tot een werkbaar alternatief hebben geleid. De bekendste hiervan zijn de Gettier-problemen.
- Biblioteca Nacional de España: XX3383758
- Bibliothèque nationale de France: cb12255638c (data)
- Gemeinsame Normdatei: 4206078-3
- Library of Congress Control Number: n80008545
- Nationale bibliotheek van Australië: 35725561
- Nationale Bibliotheek van Israël: 987007592867105171
- Nationale en Universitaire bibliotheek Zagreb: 000395468
- LIBRIS: 260289
- Système universitaire de documentation: 029927668
- Virtual International Authority File: 180630955